# Marija Deluil-Martiny
Marija Deluil-Martiny, poznata kao Blažena Marija od Isusa (Marseille, 28. svibnja 1841. – Marseille, 27. veljače 1884.) bila je katolička redovnica i utemeljiteljica monaške kongregacije Kćeri Srca Isusova. Proglašena je blaženom 1989. godine. Njezin se liturgijski spomendan slavi 27. veljače.

## Životopis

### Djetinjstvo i mladost
Marija Deluil-Martiny rođena je 28. svibnja 1841. godine kao najstarije od petero djece u francuskom gradu Marseilleu, prvom gradu posvećenom Srcu Isusovu.
Otac Pavao Deluil-Martiny bio je poznati odvjetnik gradskoga suda i upravitelj gradskih ubožišta. Majka Anaida bila je voditeljica brojnih karitativnih udruženja te potječe iz plemićke loze de Solliers. Među njenim predcima je službenica Božja Anne-Madeleine Remuzat, redovnicu Pohođenja Marijina, na čiji je poticaj Marseille posvećen Presvetom Srcu Isusovu tijekom kuge 1720. godine.
Prvu svetu pričest i sakrament potvrde Mariji je podijelio marsejski biskup sv. Eugène de Mazenod, obiteljski prijatelj i utemeljitelj Reda Misionara oblata Bezgrešne koji je o njoj navodno rekao: »Vidjet ćete, ona će jednoga dana biti sveta Marija iz Marseillea«. Naobrazbu kod sestara od Pohođenja završava u dobi od 15 godina. Radi daljnjeg obrazovanja, sa svojom sestrom Amelijom, seli se u Lyon, u zavod pod vodstvom redovnica Presvetog Srca. Tamo je provela dvije godine. Pri završetku posljednje školske godine, sa 17 godina obavila je ignacijanske duhovne vježbe razlučujući o svom pozivu. Prije povratka u rodno mjesto Marija posjetila sv. arškog župnika Ivana Mariju Vianneya kako bi se s njim posavjetovala o životnom pozivu.
U mladosti se istaknula kao najrevnija promicateljica tek osnovanoga udruženja Počasne straže Presvetoga Srca Isusova, što joj je donijelo titulu prve promicateljice. Sa svetim biskupom Danijelom Combonijem sklopila je dogovor o uzajamnoj pomoći: on će promicati Počasnu stražu u Africi, a ona će ga podržavati molitvama i žrtvama. Marijine najmlađe sestre Margarita i Klementina umrle su u ranoj dobi, dok su brat Julijo i sestra Amelija umrli 1872. godine u razmaku od svega mjesec dana.

### Utemeljiteljica
Na prvi petak u rujnu 1867. Marija se potpuno posvetila Srcu Isusovu. Na nalog duhovnika o. Ivana Calagea, SJ, 27. veljače 1869. započela je pisati plan buduće Družbe. Tijekom progona redovničkih zajednica u Francuskoj 1870., Marija je s ocem uspješno zagovarala povratak prognanih isusovaca u njihovu rezidenciju. Zbog političke situacije koja je tada vladala u Francuskoj, osnovala je Družbu u Belgiji nakon susreta s nadbiskupom Malinesa, mons. Victor-Augusteom Dechampsom. Kardinal Dechamps nakon njihova je razgovora izjavio: »Upravo sam vidio veliku Tereziju našega vremena«. Uz njegovu potporu Marija je na svetkovinu Srca Isusova, 20. lipnja 1873., u predgrađu Antwerpena osnovala novu redovničku zajednicu Kćeri Srca Isusova. Za pravilo života Družbe odabrala je Pravilo svetoga Ignacija prilagođeno kontemplativnom životu u klauzuri, s geslom: On treba kraljevati! (1 Kor 15,25).
Blažena je Marija položila doživotne zavjete 22. kolovoza 1878. godine u prvoj belgijskoj bazilici Srca Isusova povjerenoj sestrama za euharistijsko klanjanje. Treći je samostan Kongregacije otvorila 1879. u Marseilleu na obiteljskom posjedu La Servianne. Njezin život nasilno je prekinut u samostanskom vrtu na Čistu srijedu, 27. veljače 1884. godine, kada ju je ubio samostanski vrtlar i anarhist Luis Chave iz navodne mržnje prema vjeri. Njezine posljednje riječi bile su: »Opraštam mu, za Djelo...«, misleći na Kongregaciju koju je osnovala. U napadu je ranjena i njezina asistentica, sestra Marija Eliza od Isusa de Sorval, koja je preživjela i nastavila voditi novoosnovanu Družbu.

### Štovanje
Mariju od Isusa blaženom je proglasio sv. Ivan Pavao II. u bazilici svetog Petra 22. listopada 1989. godine. Ekshumacijom je utvrđeno je da joj je tijelo u cijelosti neraspadnuto. Nakon beatifikacije izloženo je vjernicima na čašćenje i danas se nalazi u samostanskoj crkvi u Rimu, ujedno generalnoj kući Kongregacije. Kćeri Srca Isusova trenutačno imaju šest samostana u Europi: u Italiji (Rim i otok Lido di Venezia), Austriji (Hall in Tirol), Švicarskoj (Schwyz), Francuskoj (Marseille) te Hrvatskoj (Lasinja).

## Preteča II. vatikanskog koncila
Teolog i mariolog, otac Rene Laurentin, napisao je knjigu o bl. Mariji od Isusa pod nazivom Marija Deluil-Martiny, preteča i mučenica (fr. Marie Deluil-Martiny, precurseur et martyre). U knjizi ističe bl. Mariju kao preteču Drugog vatikanskog koncila, naglašavajući njezino promicanje djelatnog sudjelovanja svih vjernika u svetoj misi. Marija je od samog osnutka tražila odobrenje da sestre mogu odgovarati na misi, što nije bilo uobičajeno jer se misa tada slavila na latinskom jeziku, a samo su ministranti odgovarali umjesto vjernika koji najčešće nisu znali latinski. 
Također, postavila je zajednicu sestara neposredno ispred oltara umjesto sa strane, kako je do tada bio običaj za zatvorene redove. Između sestara i naroda postavila je lagane, stilizirane rešetke koje su dopuštale vjernicima da sa sestrama i svećenikom sudjeluju u prinosu svete misne žrtve kao jedno Tijelo Crkve.
Otac Laurentin ističe kako je Marija Deluil-Martiny preduhitrila Drugi vatikanski koncil i svojom intuicijom da svi krštenici imaju udio u Kristovu svećeništvu te je poticala na razvijanje svijesti o tome.

## Vanjske poveznice
- Redovništvo
- Počasna straža Presvetog Srca
- Homilija sv. Ivana Pavla II. tijekom beatifikacije bl. Marije od Isusa na talijanskom